# Amigo de Wigner
Amigo de Wigner é um experimento mental proposto pelo físico Eugene Wigner; ele é uma extensão do experimento do gato de Schrödinger planejado como um ponto de partida para a discussão do problema mente-corpo como apresentado pela interpretação de Copenhague da mecânica quântica.
Na interpretação de Copenhague, o colapso da função de onda ocorre quando o sistema é observado. Essencialmente, o experimento do amigo de Wigner levanta a questão: em que lugar a medição ocorre?  É proposto a um amigo de Wigner que realize o experimento do gato de Schrödinger enquanto Wigner esta fora da sala. Somente quando Wigner retornar a sala ele poderá ficar sabendo o resultado do experimento: até este ponto, o estado do sistema era uma superposição de "gato morto /amigo triste" e "gato vivo/amigo feliz", ou ele tinha sido determinado a algum momento anterior?
Wigner elaborou o experimento para destacar o seu ponto de vista de que a consciência é necessária para o processo de medição da mecânica quântica. Se um mecanismo material é substituído pela consciência do amigo, a linearidade da função de onda implica que o estado do sistema é uma soma linear dos possíveis estados. Isto é, simplesmente um grande sistema indeterminado.
Porém, um observador consciente (de acordo com seus argumentos) deve estar em um estado ou outro, desde observadores conscientes são diferentes, e que a consciência não é material. O ensaio de Wigner com a discussão deste cenário é "Remarks on the mind-body question", ele esta contido na sua coleção de ensaios Reflections and Symmetries, 1967. A ideia tornou-se conhecida como a interpretação consciência causa colapso, ou menos lisonjeiramente, a interpretação espiritual.
Um contra argumento é que a superposição de dois estados de consciência não é paradoxal; tal como não há interação entre os múltiplos estados quânticos de uma partícula, a superposição das consciências implica que elas sejam independentes uma da outra.